# 烏約
烏約（英語：Uyo）是西非國家尼日利亞東南部的城市，也是阿夸伊博姆州的首府，面積115平方公里，是甘薯、木薯和油棕櫚的貿易中心，市內有石油儲存倉庫，2005年人口451,128。

## 外部連結
- （页面存档备份，存于）
- Akwaibomstategov.com
- （页面存档备份，存于）
- （页面存档备份，存于）